# ESTP
ESTP, tidigare en förkortning för École spéciale des travaux publics, du bâtiment et de l'industrie, är en privat och ideell ingenjörsskola (grande école) som specialiserat sig på byggnadskonst. ESTP grundades 1891 av Léon Eyrolles och erkändes officiellt av staten 1921.
Utbildning sker på det 6 hektar stora campuset Cachan i Paris södra förorter sedan 2011, och sedan 2012 finns det vuxenutbildning på Rue Charras i Paris nionde arrondissement. Sedan 2017 finns det även en filial i Troyes. 